# Velódromo de Izu
El Velódromo de Izu es un Velódromo localizado en la localidad de Izu, Prefectura de Shizuoka, Japón. Forma parte del Centro de Ciclismo Deportivo de Japón.
El Velódromo cuenta con la primera pista de ciclismo en Japón que cumple con los estándares de la Union Cycliste Internationale para competiciones internacionales. Tiene 250 metros de largo y su pista es de madera de Pino Siberiano. La sala fue diseñada por el estudio de arquitectura estadounidense Gensler Architects; el arquitecto alemán Ralph Schürmann de Münster proyectó y llevó a cabo la construcción del velódromo. Los costos fueron cubiertos en parte por un Proyecto de Placa Conmemorativa, en el que alrededor de 2000 personas podían inmortalizarse en una pared con sus nombres por una tarifa.
El Velódromo se inauguró el 29 de octubre de 2011 con una "Fiesta de ciclismo en pista" de primera clase, a la que asistieron destacados ciclistas como Theo Bos, Elia Viviani y Nicole Cooke.
Para los Juegos Olímpicos de Tokio 2020, el plan inicial era construir una pista de ciclismo móvil en Ariake (Prefectura de Tokio). Sin embargo, en aras de la sostenibilidad y la reducción de costos, el COI acordó en diciembre de 2015 permitir que las competiciones de ciclismo en pista se llevaran a cabo en el Velódromo de Izu, a 120 kilómetros de distancia.

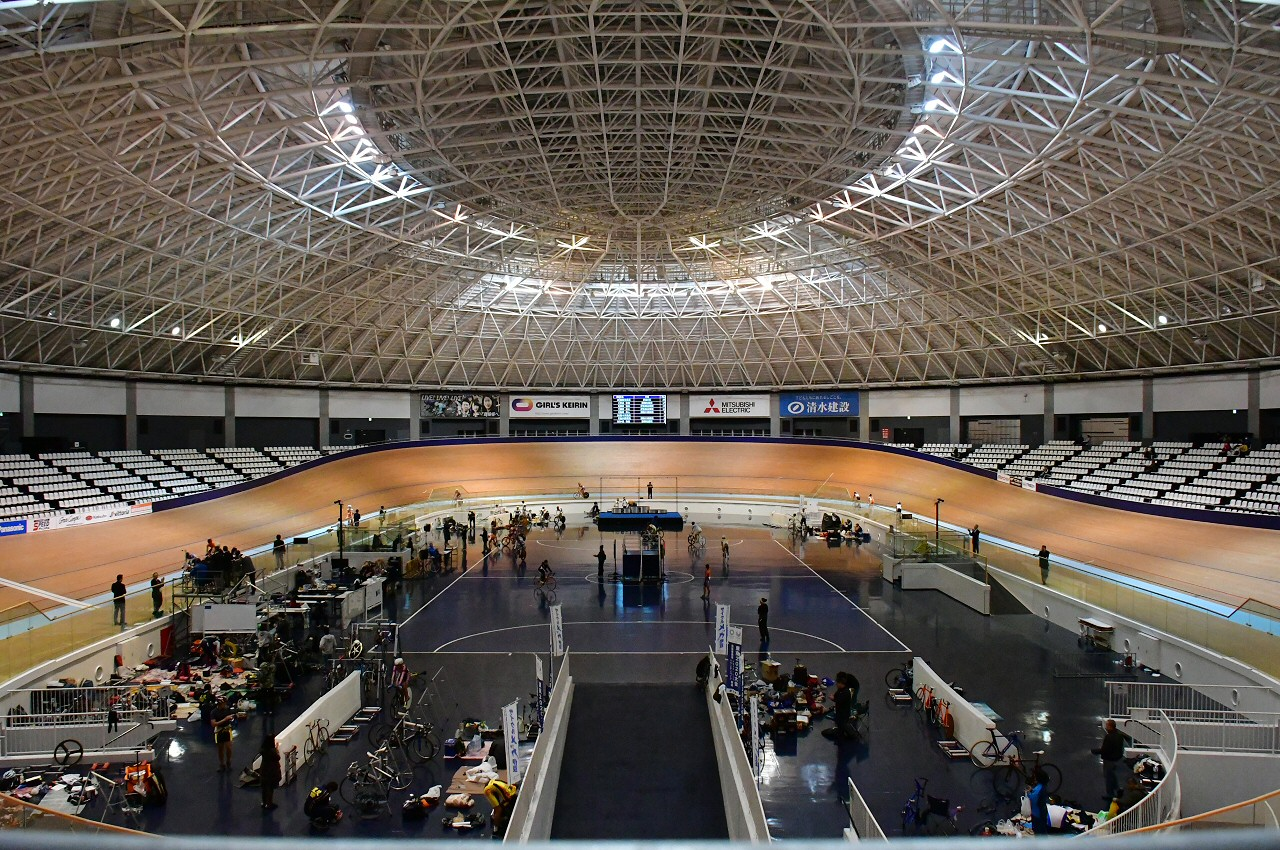
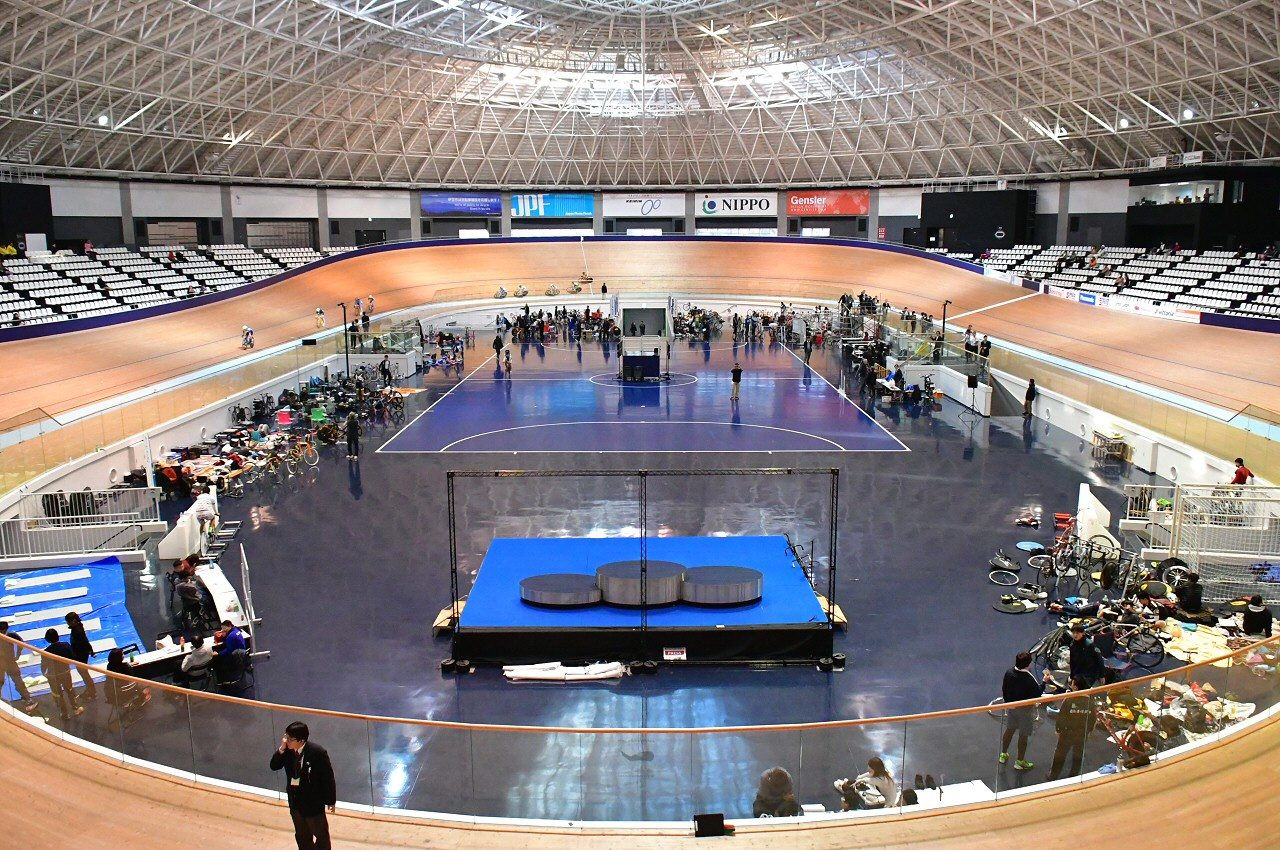